# 2000년 하계 올림픽 아루바 선수단
2000년 하계 올림픽 아루바 선수단은 오스트레일리아 시드니에서 개최된 2000년 하계 올림픽에 참가한 올림픽 아루바 선수단이다.

## 수영
남자
| 선수          | 세부 종목  | 예선  | 예선 | 준결선    | 준결선    | 결선      | 결선      |
| 선수          | 세부 종목  | 기록  | 순위 | 기록      | 순위      | 기록      | 최종 순위 |
| 다비 비슬리크 | 50m 자유형 | 25.57 | 62   | 진출 실패 | 진출 실패 | 진출 실패 | 진출 실패 |

## 육상

### 남자
트랙 / 도로 경기
| 선수                  | 세부 종목 | 1차 예선 | 1차 예선 | 2차 예선 | 2차 예선 | 준결선 | 준결선 | 결선 | 결선      |
| 선수                  | 세부 종목 | 기록     | 순위     | 기록     | 순위     | 기록   | 순위   | 기록 | 최종 순위 |
| 리차르드 로드리구에즈 | 마라톤    | 빈칸     | 빈칸     | 빈칸     | 빈칸     | 빈칸   | 빈칸   | DNF  | DNF       |

필드 경기
| 선수 | 세부 종목 | 예선 | 예선 | 결선 | 결선      |
| 선수 | 세부 종목 | 기록 | 순위 | 기록 | 최종 순위 |

### 여자
트랙 / 도로 경기
| 선수        | 세부 종목 | 1차 예선 | 1차 예선 | 2차 예선  | 2차 예선  | 준결선    | 준결선    | 결선      | 결선      |
| 선수        | 세부 종목 | 기록     | 순위     | 기록      | 순위      | 기록      | 순위      | 기록      | 최종 순위 |
| 루즈 게르만 | 100m      | 12.96    | 76       | 진출 실패 | 진출 실패 | 진출 실패 | 진출 실패 | 진출 실패 | 진출 실패 |

필드 경기
| 선수 | 세부 종목 | 예선 | 예선 | 결선 | 결선      |
| 선수 | 세부 종목 | 기록 | 순위 | 기록 | 최종 순위 |

## 참고 자료
- (영어) “Aruba at the 2000 Sydney Summer Games”. SR/Olympic Sports. 2012년 4월 7일에 원본 문서에서 보존된 문서. 2011년 10월 9일에 확인함.